# Chilton (Buckinghamshire)
Pour les articles homonymes, voir Chilton.
Chilton est une paroisse civile et un village du Buckinghamshire, en Angleterre.